# Amatorculus
Amatorculus is een geslacht van spinnen uit de familie springspinnen (Salticidae).

## Soorten
De volgende soorten zijn bij het geslacht ingedeeld:
- Amatorculus cristinae Ruiz & Brescovit, 2006
- Amatorculus stygius Ruiz & Brescovit, 2005